# 叶吻施氏鳐
叶吻施氏鳐（学名：Springeria folirostris）為軟骨魚綱鰩目無鰭鰩科的一種。分布於中西大西洋墨西哥灣海域，深度425至472公尺，本魚口鼻部呈葉狀擴張，皮膚裸露，腹鰭像腿，無背鰭，尾鰭細長如鞭狀，體上表面灰灰色，下表面淺灰白色，胸外側後帶煙灰色，吻窄且邊緣不規則，有黑色，尾基部煙黑色，體長可達40公分，棲息在深海沙泥底質海域，為底棲性魚類，屬肉食性，生活習性不明。